# Гулван
Гулван (фр. Goulven) је насељено место у Француској у региону Бретања, у департману Финистер.
По подацима из 2011. године у општини је живело 448 становника, а густина насељености је износила 70,22 становника/km².

## Демографија
| 1962. | 1968. | 1975. | 1982. | 1990. | 2011. |
| ----- | ----- | ----- | ----- | ----- | ----- |
| 561   | 510   | 444   | 470   | 482   | 448   |